# Станнид иттербия
Станнид иттербия — бинарное интерметаллическое неорганическое соединение
иттербия и олова
с формулой YbSn,
кристаллы.

## Получение
- Сплавление стехиометрических количеств чистых веществ:

{\displaystyle {\mathsf {Yb+Sn\ {\xrightarrow {1035^{o}C}}\ YbSn}}}

## Физические свойства
Станнид иттербия образует кристаллы
ромбической сингонии,
пространственная группа P 4/mmm,
параметры ячейки a = 0,4960 нм, c = 0,4400 нм, Z = 2,
структура типа медьзолота AuCu
.
Соединение образуется по перитектической реакции при температуре 1035 °C .